# Heinz Huth (Komponist)
Heinz Huth ist ein Berliner Komponist und Musiker. In den 1970er und 1980er Jahren war er der Bandleader, Sänger und Gitarrist der Gruppe Nighttrain, die zahlreiche Schallplatten veröffentlichte. Sein Bruder Jürgen war der Schlagzeuger.
Erfolge hat Heinz Huth als Urheber von Hits seiner eigenen Band wie Hallo Bimmelbahn, Elisabeth, Carry on little John etc. erzielt. Die größte Nachwirkung hatte Hallo Bimmelbahn: Dessen Hookline wurde zunächst 1979 von Boney M. für deren von Frank Farian produzierten Hit Gotta Go Home gecovert. Das Cover wurde wiederum 2010 von Duck Sauce für deren Hit Barbra Streisand gesamplet.
Heute arbeitet er als Komponist und Musikproduzent und bildet mit Leadsängerin Gabriela Huth, die als Solistin auch unter dem Namen Madeleine Denise bekannt ist, das Duo Honeymoon. Die beiden haben drei gemeinsame Söhne.